# حتى إشعار آخر (فلم)
حتى إشعار آخر هو فيلم تلفزي مغربي من إخراج محمد اقصايب سنة 2004، وبطولة كل من رشيد فكاك، محمد الشوبي، عالية الركاب، نجاة الوافي، محمد بسطاوي، محمد خيي، وآخرون.

## القصة
تدور قصة الفيلم تدور حول مؤسسة يسودها جو من الغموض، بطلها صحفي يحاول فك لغز هذا الغموض بعد قتل أحد أفراد هذه المؤسسة.